# 2006 TO130
2006 TO130, também escrito como 2006 TO130, é um objeto transnetuniano que está localizado no cinturão de Kuiper, uma região do Sistema Solar. Este corpo celeste está em uma ressonância orbital de 3:4 com o planeta Netuno. Ele possui uma magnitude absoluta de 7,7 e tem um diâmetro estimado com 127 quilômetros.

## Descoberta
2006 TO130 foi descoberto no dia 13 de outubro de 2006 pelos astrônomos P. A. Wiegert e A. M. Gilbert.

## Órbita
A órbita de 2006 TO130 tem uma excentricidade de 0,215 e possui um semieixo maior de 39,531 UA. O seu periélio leva o mesmo a uma distância de 31,025 UA em relação ao Sol e seu afélio a 48,038 UA.